# 崔家店駅
崔家店駅（さいかてんえき、中国語：崔家店站、英語：Cuijiadian Station）は中国四川省成都市成華区崔家店路にある、成都地下鉄7号線の駅。2017年6月2日に開業。建設段階での駅名は「成華大道駅」。7号線の検討段階では、この駅は計画されていなかったが、『成都地鐵7號線工程環境影響評價補充公示』で新たにこの駅が計画された。7号線の車両車庫として使われている崔家店停車場の出入庫線の一部がこの駅とつながっているため、7号線外回り方面列車の始発駅となっている。

## 歴史
- 2017年12月6日 - 開業[1]。

## 駅構造
島式ホーム1面2線の地下駅。
| 地上      |                                 | 出入口                            |  |
| 地下 一階 | 駅ロビー                        | 安全検査、券売機、駅売店          |  |
| 地下 二階 |                                 | ■7号線 外回り （次の駅:理工大学） |  |
| 地下 二階 | 島式ホーム                      |                                   |  |
| 地下 二階 | ■7号線 内回り （次の駅:双店路） |                                   |  |

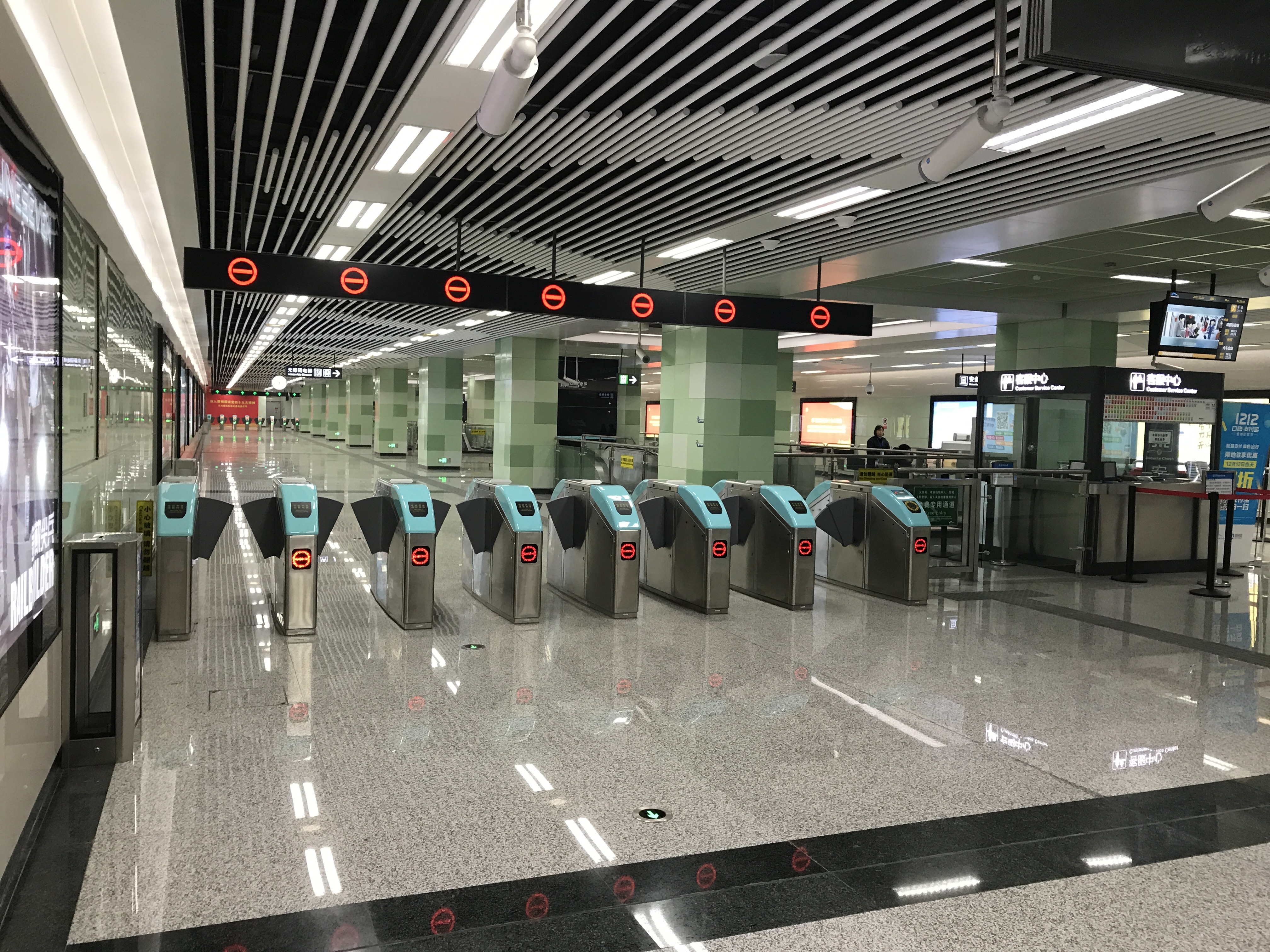
一階ロビー
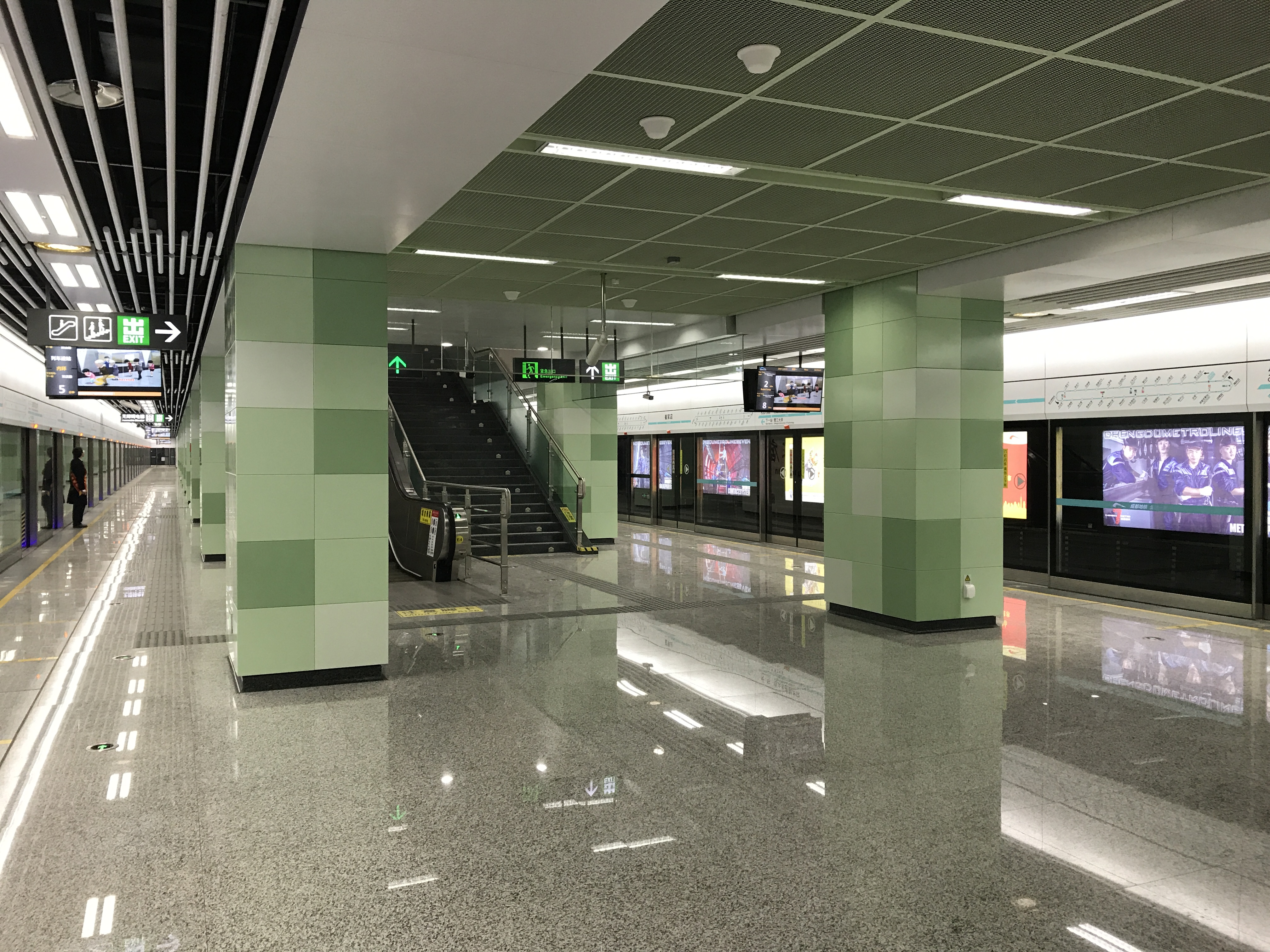
ホーム

## 出入口
出入口は3つある。
|                                               |      |          |                          |
| 出入口番号                                    | 設備 | 場所     | 出入口付近               |
| 出口 · A                                      |      | 崔家店路 | 安逸園、陳家花園         |
| 出口 · G                                      |      | 崔家店路 | 成都理工大学継続教育学院 |
| 出口 · F                                      |      | 崔家店路 | 天空城                   |
| 注： エレベーター \| 車椅子の昇降台 \| トイレ |      |          |                          |

## 隣の駅
成都地下鉄
■7号線
理工大学駅 - 崔家店駅  - 双店路駅